# Een vrouw tussen hond en wolf
Een Vrouw Tussen Hond en Wolf (en francès: Femme Entre Chien et Loup) és una pel·lícula dramàtica francobelga de 1979 dirigida per André Delvaux amb l'actuació de Marie-Christine Barrault i Rutger Hauer. Va ser inscrit al 32è Festival Internacional de Cinema de Canes de 1979 i va rebre el Premi André Cavens a la Millor Pel·lícula de l'Associació Belga de Crítics de Cinema (UCC). La pel·lícula també va ser seleccionada com a entrada belga com a Millor pel·lícula en llengua estrangera als Premis Oscar de 1979, però no va ser acceptada com a nominada.

## Trama
Durant la Segona Guerra Mundial, la noia d'Anvers, Lieve, s'enamora de François, un combatent de la resistència franmcòfon, mentre que el seu marit Adriaan, nacionalista flamenc, lluita com a voluntari al Front Oriental. La història comença en 1940 i acaba dotze anys després. Lieve encara es debat entre l'amor de dos homes, però s'adona que no és important per a cap d'ells. Per tant, els abandona a tots dos.

## Elenc
| Actor                    | Personatge                   |
| ------------------------ | ---------------------------- |
| Marie-Christine Barrault | Lieve                        |
| Rutger Hauer             | Adriaan                      |
| Roger van Hool           | François                     |
| Senne Rouffaer           | El sacerdot                  |
| Bert André               | Slager                       |
| Raf Reymen               | Oom Georges                  |
| Hector Camerlynck        | Oncle Odilon                 |
| Mathieu Carrière         | Soldat alemany               |
| Yves Robert              | Werkman                      |
| Tine Balder              | Tia Mélanie                  |
| Jenny Tanghe             | Tía Anna                     |
| Greta van Langhendonck   | Susanne                      |
| Janine Bischops          | Oncle Leontien               |
| Johny Voners             | OncleNand                    |
| Marc Bober               | Postbode                     |
| Jean-Claude Van Damme    | noi del jardí (no acreditat) |